# 燕然山之战
燕然山之战，汉武帝征和三年（公元前90年）三月，汉匈战争中，西汉贰师将军李广利率軍匈奴，被匈奴骑兵围歼在燕然山（今蒙古国杭爱山）的作战。
前91年，匈奴侵扰上谷郡（郡治沮阳县，今河北省怀来县东南）、五原郡（郡治九原县，今内蒙古包头市西北），杀掠吏民。前90年春，匈奴侵扰五原郡、酒泉郡（郡治禄福县，今甘肃省酒泉市），杀汉朝两郡都尉。三月，汉武帝派李广利率军七万从五原出塞击匈奴，匈奴狐鹿姑单于听说汉军来到，把辎重迁到郅居水（今蒙古北部之色楞格河），左贤王带领部众渡过余吾水（今蒙古境内土拉河）到达余吾水北六、七百里之兜衔山。单于亲率军队渡过姑且水（今蒙古图音河）。汉军抵达，匈奴以右大都尉卫律（西汉降将）率五千骑兵在夫羊句山峡谷（约在今蒙古达兰扎达加德附近）攻打李广利军，被汉军击败，匈奴死伤数百人。汉军追击至范夫人城（约在夫羊句山峡以北）。
李广利曾和丞相劉屈氂相谋立李夫人（汉武帝宠妾，李广利之妹）之子昌邑王为太子获罪，其妻又因巫蛊被捕，想要深入攻打匈奴以功赎罪，于是冒险北进，派遣护军二万骑渡过郅居水，与匈奴左大将、左贤王二万骑苦战一日，杀左大将，斩俘甚多。李广利退军至燕然山时，匈奴单于知汉军疲意，率五万骑遮击李广利军，杀伤甚多。当夜，单于军在汉军前挖数尺深的堑壕，又从后攻击，汉军大乱，被匈奴围歼，李广利降匈奴。汉朝为配合李广利作战，派御史大夫商丘成率军三万出西河郡（郡治平定县，今内蒙古鄂尔多斯市东胜区境）、重合侯莽通率四万騎出酒泉击匈奴，均无功而返。此后，汉武帝下罪己诏，停止对匈奴的反击。